# Seripha coelilcolor
Seripha coelilcolor là một loài bướm đêm thuộc phân họ Arctiinae, họ Erebidae.